# Mesedra
Mesedra is een geslacht van vlinders van de familie spanners (Geometridae), uit de onderfamilie Ennominae.

## Soorten
- M. confinis Warren, 1904
- M. juvenis Warren, 1904
- M. munda Warren, 1904
- M. pulverulenta Dognin, 1918
- M. subsequa Warren, 1904
- M. violacea Warren, 1904